# Houpara
Houpara (tên trong tiếng Maori), tên khoa học Pseudopanax lessonii, là một loài thực vật có hoa trong Họ Cuồng cuồng. Loài này được (DC.) K.Koch mô tả khoa học đầu tiên năm 1859.